# Jormön
Jormön este o arie protejată (arie specială de conservare — SAC, sit de importanță comunitară — SCI) din Suedia întinsă pe o suprafață de 198,6 ha, integral pe uscat.

## Localizare
Centrul sitului Jormön este situat la coordonatele 64°42′39″N 14°00′19″E / 64.7107°N 14.0054°E.

## Înființare
Situl Jormön a fost declarat sit de importanță comunitară în mai 2000 pentru a proteja 1 specie de plante. Situl a fost protejat și ca arie specială de conservare în decembrie 2009.

## Biodiversitate
Situată în ecoregiunea alpină, aria protejată conține 1 habitat natural: Pășuni din zone de pădure fino-scandinave.
La baza desemnării sitului se află o specie protejată de  plante: Calamagrostis chalybaea.